# Convexolaimus
Convexolaimus är ett släkte av rundmaskar. Convexolaimus ingår i familjen Oncholaimidae.
Kladogram enligt Catalogue of Life:
| Convexolaimus | \| \| Convexolaimus filicaudatus \| \| \| \| \| \| Convexolaimus teissieri \| \| \| \| |
|               | \| \| Convexolaimus filicaudatus \| \| \| \| \| \| Convexolaimus teissieri \| \| \| \| |
|               | Convexolaimus filicaudatus                                                             |
|               |                                                                                        |
|               | Convexolaimus teissieri                                                                |
|               |                                                                                        |